# Distrito electoral federal 16 de Veracruz
El XVI Distrito Electoral Federal de Veracruz es uno de los 300 Distritos Electorales en los que se encuentra dividido el territorio de México para la elección de diputados federales y uno de los 21 en los que se divide el Estado de Veracruz. Su cabecera es la ciudad de Córdoba.
Desde el proceso de distritación de 2005, el territorio del Distrito XVI de Veracruz en la zona central del estado, conocida como de las Grandes Montañas, y lo integran los municipios de Amatlán de los Reyes, Atzacán, Córdoba, Fortín, Ixtaczoquitlán y Naranjal.

## Distritaciones anteriores

### Distritación 1996 - 2005
Entre 1996 y 2005 el territorio del distrito se encontraba en la misma zona y su cabecera era la misma ciudad de Córdoba, sin embargo los municipios que lo integraban variaban, formándolo como hasta ahora los de Córdoba, Amatlán de los Reyes, Fortín, Ixtaczoquitlán y Naranajal, sumados a los de Atoyac, Cuitláhuac, Carrillo Puerto y Yanga.
El Distrito 16 fue creado en 1977 como resultado de la reforma política de aquel año que amplió la representatividad de la Cámara de Diputados, hasta antes de dicho cambio Veracruz tenía únicamente 15 distritos electorales; por lo tanto, el distrito 16 solo a electo diputados a partir de 1979 a la LI Legislatura.

## Diputados por el distrito
- LI Legislatura
  - (1979 - 1982): Fidel Herrera Beltrán (PRI)
- LVI Legislatura
  - (1994 - 1997): Carlos Verteramo Pérez (PRI)
- LVII Legislatura
  - (1997 - 2000): Juan Bueno Torio (PAN)
- LVIII Legislatura
  - (2000 - 2003): Tomás Ríos Bernal (PAN)
- LIX Legislatura
  - (2003 - 2006): Sergio Penagos García (PAN)
- LX Legislatura
  - (2006 - 2009): Mauricio Duck Núñez (PAN)
- LXI Legislatura
  - (2009 - 2010): Javier Duarte de Ochoa (PRI)[3]
  - (2010 - 2012): Daniela Nadal Riquelme (PRI)
- LXII Legislatura
  - (2012 - 2015): Leticia López Landero (PAN)
- LXIII Legislatura
  - (2015 - 2018): Marco Antonio Aguilar Yunes (PRI)
- LXIV Legislatura
  - (2018 - 2021): Juan Martínez Flores (MORENA)
- LXV Legislatura
  - (2021 - 2024): Martha Rosa Morales Romero (MORENA)
- LXVI Legislatura
  - (2024 - 2027): Zenyazen Escobar García (MORENA)

## Elecciones de 2012
| Elecciones federales de 2012        | Elecciones federales de 2012                                                                                  | Elecciones federales de 2012 | Elecciones federales de 2012      | Elecciones federales de 2012 | Elecciones federales de 2012 |
| Partido/Coalición/Candidatura Común | Partido/Coalición/Candidatura Común                                                                           | Candidato                    | Candidato                         | Votos                        | Porcentaje                   |
| ----------------------------------- | --- | ---------------------------- | --------------------------------- | ---------------------------- | ---------------------------- |
|                                     | Partido Acción Nacional                                                                                       |                              | Leticia López Landero             |                              |                              |
|                                     | Coalición Comprometidos por México (Partido Revolucionario Institucional, Partido Verde Ecologista de México) |                              | Francisco Cesa Servin             |                              |                              |
|                                     | Partido de la Revolución Democrática                                                                          |                              | Sin candidato                     |                              |                              |
|                                     | Candidatura Común (Movimiento Ciudadano-PT)                                                                   |                              | Emilio Sacre Luna                 |                              |                              |
|                                     | Nueva Alianza                                                                                                 |                              | Julieta Estrella Vega de la Torre |                              |                              |